# Eclipsi homòleg
S'anomena eclipsi homòleg als eclipsis que en Saros consecutius, ocorren en la mateixa llunació numerada d'1 a 223 i en condicions quasi idèntiques.
Saros és un període de 6.585,32 dies (una miqueta més de 18 anys i 10 u 11 dies) després dels quals es poden repetir els eclipsis. Per definició un saros són 223  mesos sinòdics (període d'una Lluna nova a la següent).
Al llarg dels períodes Saros, els eclipsis no ocorren de manera idèntica sinó que es produïxen xicotetes variacions. Aquest és el motiu perquè al llarg dels períodes Saros:
- els eclipsis naixen, si no hi ha un eclipsi homòleg en les Saros anterior.
- moren, quan no hi ha un eclipsi homòleg en les Saros posteriors.

Com d'un Saros al següent les condicions d'un eclipsi canvien lleugerament, hi hi ha eclipsis, de poca fase, que en les Saros següents ja no són eclipsis i l'eclipsi mor. Si un eclipsi no té homòleg en les Saros precedent és que naix. Quasi ningú es preocupa de quan un eclipsi naix o es mor en un Saros, simplement perquè els eclipsis són xicotets. Només els grans eclipsis de la maduresa són importants.
I com en la vida d'una persona entre nàixer i morir transcorren 1200 anys en què l'eclipsi, existeix en el Saros (sèrie llarga), primer com un eclipsi xicotet que va creixent, fins a aconseguir una maduresa de grans eclipsis i després va disminuint fins que es torna decrèpit i desapareix.
El nombre de naixements i defuncions no es compensen i la riquesa dels Saros evoluciona amb un període de 590 anys.